# سیامک نمازی
سیامک نمازی (زادهٔ ۱۴ سپتامبر ۱۹۷۱) یک تاجر ایرانی آمریکایی است. وی در تاریخ ۱۳ اکتبر ۲۰۱۵ در ایران بازداشت شد. در ۲۲ فوریه ۲۰۱۶، مقامات ایرانی محمدباقر نمازی‎، پدر سیامک را هنگام ورود به کشور برای بازدید از پسرش دستگیر کردند. در ۱۸ اکتبر ۲۰۱۶، نمازی به دلیل همکاری با دولت خارجی به ۱۰ سال زندان محکوم شد.

## نامه به معاون رئیس‌جمهور
سیامک نمازی در اعتراض به اشتباهات اطلاعات موازی دربارهٔ اتهاماتی که به وی نسبت داده شده‌است، نامه‌ای خطاب به سورنا ستاری، معاون فناوری رئیس‌جمهور نوشت.‏
وی در بخش‌هایی از نامه‌اش مطرح کرد که در دوران ۵ سال حبس‌اش از حق داشتن هرگونه مرخصی محروم بوده‌است.
به حکم انسانیت هم اگر نه، بخاطر اعتبار خودتان در جایگاه فردی که مأموریت دارد نخبگان ایرانی خارج از کشور را دعوت به همکاری کند، لااقل می‌بایستی در شهادتی علنی اعلام می‌کردید که ارزیابی ضابط محترم نسبت به ماهیت این برنامه‌ها و نقش بنده در ان‌ها نادرست و ناصحیح می‌باشد— سیامک نمازی، هرانا‏
‏

## آزادی از زندان
در سال ۲۰۲۳ ایران و آمریکا با میانجی‌گری قطر توافق کردند که پنج ایرانی-آمریکایی زندانی در ایران از جمله سیامک نمازی را با پنج ایرانی زندانی در آمریکا مبادله کنند و حدود ۶ میلیارد دلار پول نفت ایران که در بانک‌های کره‌جنوبی به دلیل تحریم‌ها مسدود شده بود، به بانک‌های قطر منتقل کنند. سیامک نمازی، عماد شرقی، مراد طاهباز و دو زندانی دیگر که نامی از آنها برده نشده‌است، براساس توافق صورت گرفته میان ایران و ایالات متحده آمریکا، ۲۷ شهریور ۱۴۰۲ از ایران خارج شدند و به دوحه رسیده و راهی آمریکا شدند.